# Декскетопрофен
Декскетопрофен (dexketoprofen) или декскетопрофен трометамол (dexketoprofen trometamol) е нестероидно противовъзпалително лекарствено средство. Прилага се за облекчаване на слаба до умерена болка, породена от зъбобол, болезнена менструация, мускулни болки, болки в ставите, ишиас, плексит, артрит. Не води до пристрастяване.

## Химическо вещество
Представлява дериват на арилпропионовата киселина, десен енантиомер на кетопрофена. Кетопрофенът има противовъзпалителни, аналгетични и антипиретични свойства и е в лекарствена употреба от 1973 година. Рацемичният кетопрофен е много мощен инхибитор на синтеза на простагландини, като ефектът се дължи на (S)-(+)-енантиомера (декскетопрофен), докато (R)-(-)-енантиомерът няма такава биологическа активност. Декскетопрофенът е разработен с цел да се ускори бързодействието на лечебния ефект, да се увеличи мощността му и да се намалят страничните ефекти за стомашночревния тракт.

## Лекарствен продукт
Прилага се за облекчаване на слаба до умерена болка, породена от зъбобол, дисменорея (болезнена менструация), болки в мускулите и ставите, ишиас, плексит, артрит, възпалителни процеси (гноене). При болки в зъбите лекарството е временно решение: медикаментът облекчава и успокоява болката от възпалителния процес, но няма да излекува проблемния зъб.
Декскетопрофенът не води до пристрастяване.
И таблетките и сашетата са по-ефикасни, ако се приемат преди хранене на гладно, тъй като храната може да забави ефекта.